# Shinjiro Otani
Shinjirō Otani (大谷晋二郎?, Otani Shinjiro; Yamaguchi, 21 luglio 1972) è un wrestler giapponese sotto contratto con la Pro Wrestling Zero1 (Zero1), dove combatte e svolge anche il ruolo di presidente.
Ha avuto dei trascorsi nelle federazioni più importanti degli anni '90 e 2000: NWA, World Championship Wrestling e New Japan Pro-Wrestling.

## Personaggio

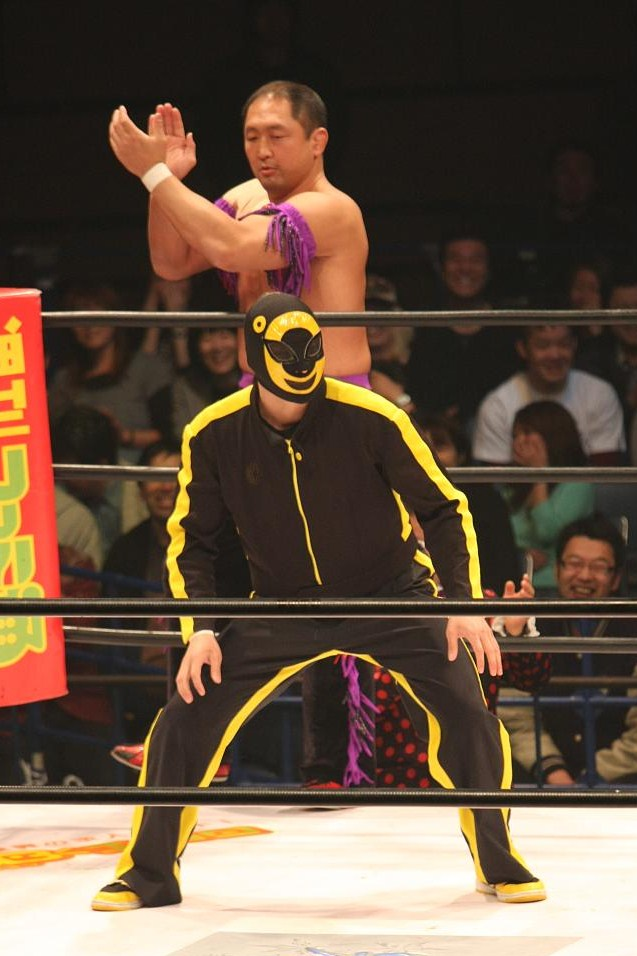
Otani durante un match nella HUSTLE contro Monster C.

### Mosse finali
- Bridging dragon suplex
- King Cobra Clutch (Bridging cobra clutch o cobra clutch con bodyscissors)
- Spiral Bomb (Spinning sitout powerbomb)

### Soprannomi
- "Hi no Senshi" (giapponese per "Guerriero fiammeggiante")

### Wrestler allenati
- Daichi Hashimoto
- Medianoche

## Titoli e riconoscimenti
- Hustle
  - Hustle King Hashimoto Memorial Six-Man Tag Tournament (2006) – con Tadao Yasuda e Masato Tanaka
- New Japan Pro-Wrestling
  - IWGP Junior Heavyweight Championship (1)
  - IWGP Junior Heavyweight Tag Team Championship (2) – con Tatsuhito Takaiwa
  - J-Crown (1)
  - NWA World Welterweight Championship (2)
  - UWA World Junior Light Heavyweight Championship (2)
  - UWA World Welterweight Championship (1)
  - WCW Cruiserweight Championship (1)
  - WWA World Junior Light Heavyweight Championship (1)
  - WWF Light Heavyweight Championship (1)
  - Super Grade Junior Heavyweight Tag League (1994) – con Wild Pegasus
  - One Night Eight Man Tag Team Tournament (1994) – con El Samurai, Gran Hamada e The Great Sasuke
  - Yuke's Cup Tag Tournament (2008) – con Hiroyoshi Tenzan
- Nikkan Sports
  - Fighting Spirit Award (2002)
- Premier Wrestling Federation
  - PWF Universal Tag Team Championship (1) – con Masato Tanaka
- Pro Wrestling Illustrated
  - 125º tra i 500 migliori wrestler singoli secondo PWI 500 (2000)
  - 42º tra i 500 migliori wrestler singoli secondo PWI 500 (2003)
- Pro Wrestling Zero1
  - AWA Superstars of Wrestling World Heavyweight Championship (1)
  - International Junior Heavyweight Championship (1)
  - NWA Intercontinental Tag Team Championship (6) – con Yuki Ishikawa (1), Masato Tanaka (2), Akebono (1), Takao Omori (1) e Kamikaze (1)
  - NWA International Lightweight Tag Team Championship (2) – con Tatsuhito Takaiwa
  - NWA World Junior Heavyweight Championship (1)
  - World Heavyweight Championship (1)
  - Fire Festival (2001, 2002, 2005, 2010)
  - Furinkazan (2009) – con Akebono (2009)
- Real Japan Pro Wrestling
  - Legend Championship (1)
- Tokyo Sports
  - Best Tag Team Award (2002) – con Masato Tanakai
  - Rookie of the Year (1993) – a pari merito con Jinsei Shinzak
- Wrestle Association "R"
  - WAR International Junior Heavyweight Tag Team Championship (1) – con Tatsuhito Takaiwa
- Wrestling Observer Newsletter
  - Best Technical Wrestler (1999)
  - Tag Team of the Year (1998)  con Tatsuhito Takaiwa